# Amir Kilani
Amir Kilani (Parigi, 15 settembre 1998) è un giocatore di football americano francese, che gioca come defensive back per i Paris Musketeers.
Dopo aver giocato fino al 2018 per i Flash de La Courneuve va a giocare la stagione 2019 nei Molosses d'Asnières e nei Seinäjoki Crocodiles. Torna quindi ai Flash e nel 2021 passa prima ai Rhinos Milano e poi ai Saarland Hurricanes; dopo una nuova stagione ai Flash firma con i Berlin Thunder e da lì si sposta nella stagione 2023 ai Paris Musketeers.

## Palmarès
- 1 Europeo (2018)
- 1 Casque de Diamant (Flash de La Courneuve, 2018)